# Kumyker
Kumyker er et tyrkisk folk i det nordlige Kaukasus i Republikken Dagestan i Den russiske føderation. De fleste kumyker er sunni-muslimer. Ifølge folketællingen fra 2010 boede der 503.060 i Rusland.
Ud over i Dagestan lever der kumykgrupper i Nordossetien, Ingusjetien, Tjetjenien, Rusland og Tyrkiet.
Kumykerne blev allerede nævnt af Plinius og Ptolemæus de første århundreder efter vor tidsregning. De havde deres egen stat i løbet af 1400- og 1500-tallet, men mistede efterhånden autonomien fremtil 1867, hvor området blev en del af det Russiske Kejserrige.